# Хисамутдинов, Арсен Нагимович
Арсен Нагимович Хисамутдинов (род. 26 февраля 1998, Уфа) — российский хоккеист, нападающий.

## Биография
Начинал заниматься хоккеем в школе «Салавата Юлаева», в 2013 года перешёл в нижнекамский «Нефтехимик». С сезона 2015/16 стал играть в команде МХЛ «Реактор» Нижнекамск. 24 ноября 2018 года в гостевом матче против магнитогорского «Металлурга» (3:4ОТ) дебютировал в КХЛ в составе «Нефтехимика». В сезоне 2019/20 также играл за аффилированный клуб ЦСК ВВС Самара в ВХЛ.
На драфте НХЛ 2019 года был выбран в 6-м раунде под общим 170-м номером клубом «Монреаль Канадиенс». В сезоне 2020/21 провёл 15 матчей в фарм-клубе «Лаваль Рокет» (AHL), следующий сезон начал в фарм-клубе из ECHL «Труа-Ривьер Лайонс». 1 мая 2021 года был обменян в «Автомобилист» Екатеринбург. С конца 2021 года стал играть за клуб КХЛ «Динамо» Рига, который возглавлял Владимир Крикунов, ранее работавший в «Нефтехимике». В конце декабря — начале января провёл пять матчей. 5 мая 2022 года подписал однолетний контракт с «Автомобилистом». Сезон 2022/23 начал в фарм-клубе «Горняк-УГМК» из ВХЛ, сыграв 9 матчей. В феврале 2023 года провёл два матча в КХЛ. С тех пор на профессиональном уровне не выступал.